# Val di Sole
Het Val di Sole of de Valle di Sole (zonnedal) is een gebied in de Italiaanse provincie Trentino. Het Val di Sole is een andere naam voor het Val Vermiglio, het west-oost lopende dal van de rivier Noce, en enkele zijdalen, waaronder het Val di Peio naar de Ortler.
Het Val Vermiglio bevat onder andere de plaatsen Vermiglio, Peio, Dimaro en Croviana.
Het Val Vermiglio loopt naar de Tonalepas. Aan de andere kant van de pas (en in het verlengde van het Val Vermiglio) begint het dal van de Oglio dat naar Edolo loopt. In het noordwesten wordt het gebied begrensd door het Ortlermassief met het beschermde natuurgebied Parco Nazionale dello Stelvio, in het zuidwesten door het Adamellomassief met het Nationaal Park Parco Naturale Adamello Brenta. In het zuiden van het gebied ligt de skiplaats Madonna di Campiglio, net over de Campo Carlo Magno, een pas naar het Val Rendena.
In het oosten houdt de regio op bij Cagnò, waar het hoofddal ombuigt naar het zuiden alvorens uit te komen op het dal van de Adige ten noorden van Trento.

### Mountainbiken en veldrijden
Val di Sole is bij wielerliefhebbers bekend van het mountainbiken in Mezzana en veldrijden in Vermiglio. Val di Sole was het toneel van de Wereldkampioenschappen mountainbike in 2008, 2021 en 2026, en wereldbekerwedstrijden sinds 2010. Vanaf het seizoen 2021-2022 zorgde Val di Sole voor drie wereldbekerveldritten in de sneeuw.